# イブラヒム・ムハンマド・ディディ

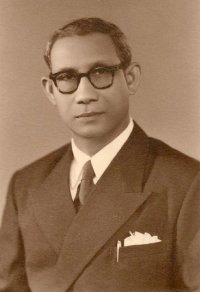
イブラヒム・ムハンマド・ディディ

イブラヒム・ムハンマド・ディディ（Ibrahim Muhammad Didi、1980年没）は、モルディブの政治家で大統領・副大統領である。1953年1月1日から9月2日まで、モルディブ第一共和政の初代副大統領を務めている。また、モハメッド・アミン・ディディ大統領の辞任を受けて1953年9月に副大統領から大統領に昇格。
1980年にスリランカ・コロンボ市で死去した。